# Dreiheide
Dreiheide é um município da Alemanha, situado no distrito da Saxônia do Norte, no estado da Saxônia. Tem 33,53 km² de área, e sua população em 2019 foi estimada em 2.102 habitantes.